# Othman Kechrid
Pour les articles homonymes, voir Kechrid.
Othman Kechrid, né le 26 juin 1920 à Kairouan et mort le 23 février 2021, est un homme politique tunisien.

## Biographie

### Formation et premiers postes
Kechrid poursuit des études primaires à Hajeb El Ayoun, puis des études secondaires au collège de Sousse. Promu en 1942 de l'École normale supérieure de Tunisie, il devient cette même année instituteur à l'école primaire de Testour et adhère par ailleurs au Néo-Destour. Puis, en 1944, il passe au poste de professeur de mathématiques et de sciences naturelles au cours complémentaire de Kairouan. En 1949, il entame des études supérieures en droit.
En 1953, il est admis à la deuxième place au concours sur épreuves pour le recrutement d'administrateurs du gouvernement tunisien. Le 16 novembre de cette année, il est affecté au contrôle des dépenses publiques au secrétariat général du gouvernement, le premier à accéder à cette responsabilité. En 1955, il est chargé de mission au cabinet du ministre des Finances avant de devenir, le 16 avril 1956, chef de cabinet de ce même ministre, le premier de ce genre dans la Tunisie indépendante. Le 1er février 1958, il devient chef du service de l'enregistrement puis, le 16 janvier 1961, il est désigné sous-directeur des Finances extérieures.
Le 2 avril 1962, il fonde l'Office du commerce de Tunisie dont il devient le PDG. Ahmed Ben Salah, alors ministre du Plan et des Finances, explique ainsi le départ de Kechrid de ce poste : « Othman Kechrid, directeur de l'Office du Commerce, était venu un jour me voir pour me remettre sa démission parce que Béchir Zerglayoun [Béchir Zerg Layoun] avait débarqué dans son bureau, lui demandant des faveurs, en jouant de son revolver ».
Le 1er février 1967, il devient directeur général adjoint de la société El Bouniane, avant de devenir le 1er octobre de la même année directeur du commerce. Ensuite, le 23 août 1968, il devient directeur général des douanes et, le 3 juillet 1973, secrétaire général du ministère de l'Intérieur, notamment chargé du démarrage du programme de la carte d'identité nationale, de la mise en place de la direction de la protection civile et du lancement du programme d'informatisation de l'administration du ministère.

### Ministre
Le 27 décembre 1977, il est nommé ministre chargé des relations avec l'Assemblée nationale et secrétaire général du gouvernement. Le 8 novembre 1979, il devient ministre de l'Intérieur et se voit remplacé le 1er mars 1980 par Driss Guiga,. Le 23 avril 1980, il devient conseiller technique au cabinet du président de la République.

### Autres fonctions
Kechrid a également fondé les sociétés Ellouhoum, Ethimar, la Société des articles populaires, la Société de cellulose de Kasserine et douze sociétés régionales de commerce. Il a par ailleurs été membre du Conseil économique et social de 1970 à 1978. Il a également été un membre fondateur de l'École nationale d'administration et a présidé le jury de plusieurs concours d'administrateurs du gouvernement au sein de cette école. Il a aussi adhéré et milité au sein des Scouts tunisiens.

### Vie privée
Il est décoré du grand ordon de l'Ordre de la République, de la médaille d'honneur de la protection civile ; il est également grand officier de l'Ordre de l'Indépendance. Il a également été décoré à l'étranger où il est officier de l'Ordre du Cèdre (décoration libanaise) et commandeur de l'Ordre national du Niger.
Il est marié et père de sept enfants.